# Anarcho-capitalisme
Ne doit pas être confondu avec Anarchisme individualiste.
 (août 2020).

Drapeau de l'anarcho-capitalisme.

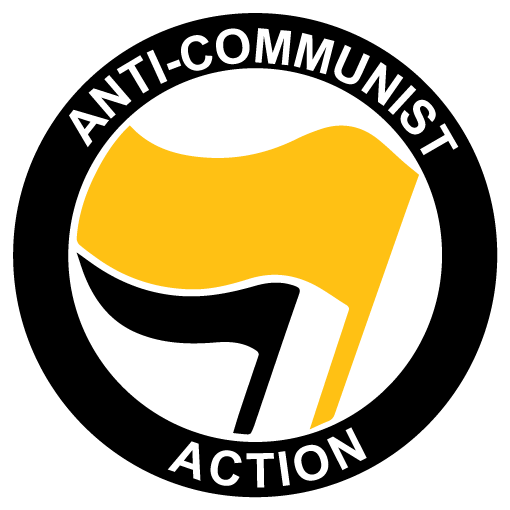
Symbole de l'Action anarcho-capitaliste et anti-communiste.

L’anarcho-capitalisme est un courant de pensée politique libertarien qui remet en cause l’existence de l’État dans toutes ses fonctions mais qui fait de la propriété privée et du capitalisme la valeur cardinale de son système.
Il est de ce fait en opposition aux autres courants de l'anarchisme et n'est donc pas reconnu comme un courant de l'anarchisme par les autres courants anarchistes qui refusent au contraire toute propriété privée des moyens de production collectifs, perçue comme autoritaire, et privilégient l'autogestion (coopératives, mutualisme, etc.).
Au sein du libertarianisme, il se distingue du minarchisme par son rejet de l'État alors que les libertariens minarchistes défendent un État minimal.

## Philosophie
L’anarcho-capitalisme est inspiré du libéralisme philosophique. Ce courant est une branche du libertarianisme, différent du minarchisme, qui soutient quant à lui l'existence d'un État minimal pour tous (« État veilleur »).
Il se sépare du libéralisme classique, lequel croit en la nécessité d’un État et ne vise qu’à limiter de façon stricte son domaine et ses modes d’intervention. Il s'oppose en outre à tous les courants (socialiste, fédéraliste, individualiste, etc.) de l’anarchisme par son acceptation sans limite de la propriété privée y compris sur les moyens de production collectifs.
Les anarchistes considèrent que l'anarcho-capitalisme n'est pas un anarchisme, en dépit de son rejet de l'État car il ne partage pas avec l'anarchisme son « souci de l'égalité économique et [de] la justice sociale », et aussi car il s'oppose à plusieurs des postulats fondateurs de l'anarchisme : le rejet d'une conception de la liberté s'opposant à l'égalité, le rejet de l'autorité, de la hiérarchie et en l'occurrence du capitalisme.

## Spécificités

### Anarcho-capitalisme et libéralisme
Les anarcho-capitalistes appliquent de manière stricte les thèses du libéralisme pour en tirer une philosophie politique qu'ils jugent seule cohérente pour organiser la société. Un anarcho-capitaliste est aussi appelé un « anarcap » (ou « ancap »). Une société humaine organisée selon les principes de l'anarcho-capitalisme est appelée une « anarcapie ».
Comme le libéralisme classique, l'anarcho-capitalisme revendique un système où chaque être humain est pleinement propriétaire de lui-même, des fruits de son travail et de ce qu'il a obtenu par la coopération volontaire avec autrui, par échange ou par don. Tout être humain est aussi comptable de ses actes, tenu par les engagements qu'il prend, responsable des pertes de son travail et débiteur pour les torts qu'il a causés à des tiers non consentants.
Les anarcho-capitalistes considèrent que seules les interactions entre adultes consentants sont légitimes. Toute atteinte à la personne et à la propriété perpétrée sans consentement constitue dès lors une agression, et toute forme d'organisation coercitive est illégitime, y compris l'État et ses multiples succédanés.
Pour les anarcho-capitalistes, un État, comme toute autre organisation, ne saurait avoir de légitimité qu'auprès de ceux qui l'ont individuellement et volontairement accepté. En particulier, les contributions obligatoires (impôts directs et indirects, etc.) et les réglementations imposées (législation, décrets, mesures administratives, etc.) sont considérées comme illégitimes.

### Le soutien à la propriété privée
La mise en commun du capital, la répartition des tâches et des responsabilités, la spécialisation des compétences et l'échange des services sont des moyens complémentaires de produire davantage de satisfactions. Pour garantir que ces moyens profitent au plus grand nombre, chacun peut décider librement de participer ou de ne pas participer aux termes de l'accord, et d’en utiliser ou non les fruits. C'est le caractère volontaire d'un accord qui est garant tout à la fois et de sa légitimité et de son caractère bénéfique.
Cela n'empêche aucunement l'existence de communautés pratiquant un socialisme volontaire avec propriété commune, tant que celui-ci n'est pas coercitif, mais est un système d'échanges entre individus consentants ou entre organisations volontaires (une entreprise étant vue comme un « ensemble de contrats »).
Les anarcho-capitalistes récusent la nécessité de l'État pour garantir la propriété privée, voyant au contraire en lui le premier et le plus grand « criminel » contre la propriété privée. En revanche, ils font observer que, dans toute forme de propriété collective, une institution est nécessaire pour exercer les droits de propriété. Si tout est propriété collective, l’autorité de cette institution s’étend par définition à tout et à tous, et elle a de ce fait tous les attributs d’un État totalitaire, quel que soit le nom qu’on lui donne et quelles que soient ses modalités de fonctionnement. Par ailleurs, ils assimilent toute violation de liberté à une violation d'un droit de propriété (propriété de soi lors d'arrestations arbitraires, propriété de ses moyens de communication lors de censure, etc.). Pour ces deux raisons, ils accusent l’anarchisme socialiste – qui prétend combattre collectivement toute autre propriété que la propriété d'usage sur les biens – d’incohérence.

### Les tendances
On peut distinguer au moins deux tendances anarcho-capitalistes :
- la tendance jusnaturaliste, fondée sur le droit naturel : Murray Rothbard ;
- la tendance utilitariste : David Friedman.

Chaque tendance suit la même démarche, qui consiste à établir l'indissociabilité entre la propriété et la liberté, la désirabilité de ces droits, et la possibilité pratique de parvenir à une organisation de la société respectant ces droits. Mais elles montrent des disparités profondes dans l'application pratique de leurs principes, et ce même à l'intérieur de chacune de ces tendances.
L'approche jusnaturaliste remet en question la légitimité des droits de propriété en usage actuellement en les limitant aux seuls droits acquis conformément au « homesteading » développé à l'origine par John Locke, propose des méthodes pour réviser ces droits au cas par cas pour rétablir la légitime propriété au détriment des propriétaires actuels, et érige sa définition de la liberté et de la propriété comme universelle (le droit naturel est prioritaire sur le droit positif).
L'approche utilitariste part généralement de l'état actuel des droits de propriété sans chercher à établir de base absolue et universelle comme origine de ces droits, conservant la possibilité de justifier de manière utilitariste certaines violations de ces mêmes droits (la démarche utilitariste est alors prioritaire sur la liberté et la propriété).
Une conséquence de ces divergences est que la première approche ne permet pas l'application de n'importe quel contrat, mais seulement de ceux qui sont des échanges de titres de propriété valables. Ainsi, l'esclavage contractuel est impossible dans cette interprétation, car le libre-arbitre humain est inaliénable et inséparable du corps de l'individu. La seconde approche n'a pas ces limites, mais s'appuie sur la catallaxie pour faire émerger des règles communes acceptables par tous en matière de contrats.
Dans une situation où la violation des droits d'une personne permettrait assurément d'apporter plus en retour à une autre personne, l'approche utilitariste permet une telle violation, quand l'approche jusnaturaliste s'y oppose. Ainsi les utilitaristes peuvent justifier le sacrifice d'une personne pour en sauver plusieurs, mais pas les jusnaturalistes.
Les utilitaristes justifient donc le modèle de société anarcho-capitaliste par le fait que ce serait le plus efficace économiquement et par conséquent le plus désirable, tandis que les jusnaturalistes le justifient par le fait qu'il serait seul capable de respecter tous les droits fondamentaux des individus.
Une autre différence fondamentale se retrouve dans leurs conceptions de la justice :
- l'utilitarisme vise l'efficacité économique globale de la justice, et donc applique des peines proportionnelles en valeur au crime divisé par le taux de capture ; le crime est intégré à la société à travers ses implications économiques ;
- le jusnaturalisme vise la cohérence rationnelle de la justice avec le reste du droit Naturel, et donc applique la restitution égale doublée d'un droit de rétribution, appartenant à la victime, exactement égal au crime ; le crime est vu comme un renoncement partiel de ses propres droits vis-à-vis de la victime par le criminel, dans la mesure où il viole les droits de celle-ci ; certains mouvements se réclamant du jusnaturalisme ont cependant une vision différente, par exemple les agoristes n'envisagent pas de peine double, mais une restitution égale et la prise en charge du fonctionnement des mécanismes judiciaires, ce qui revient à la position utilitariste avec son intégration économique du crime.

## Programme

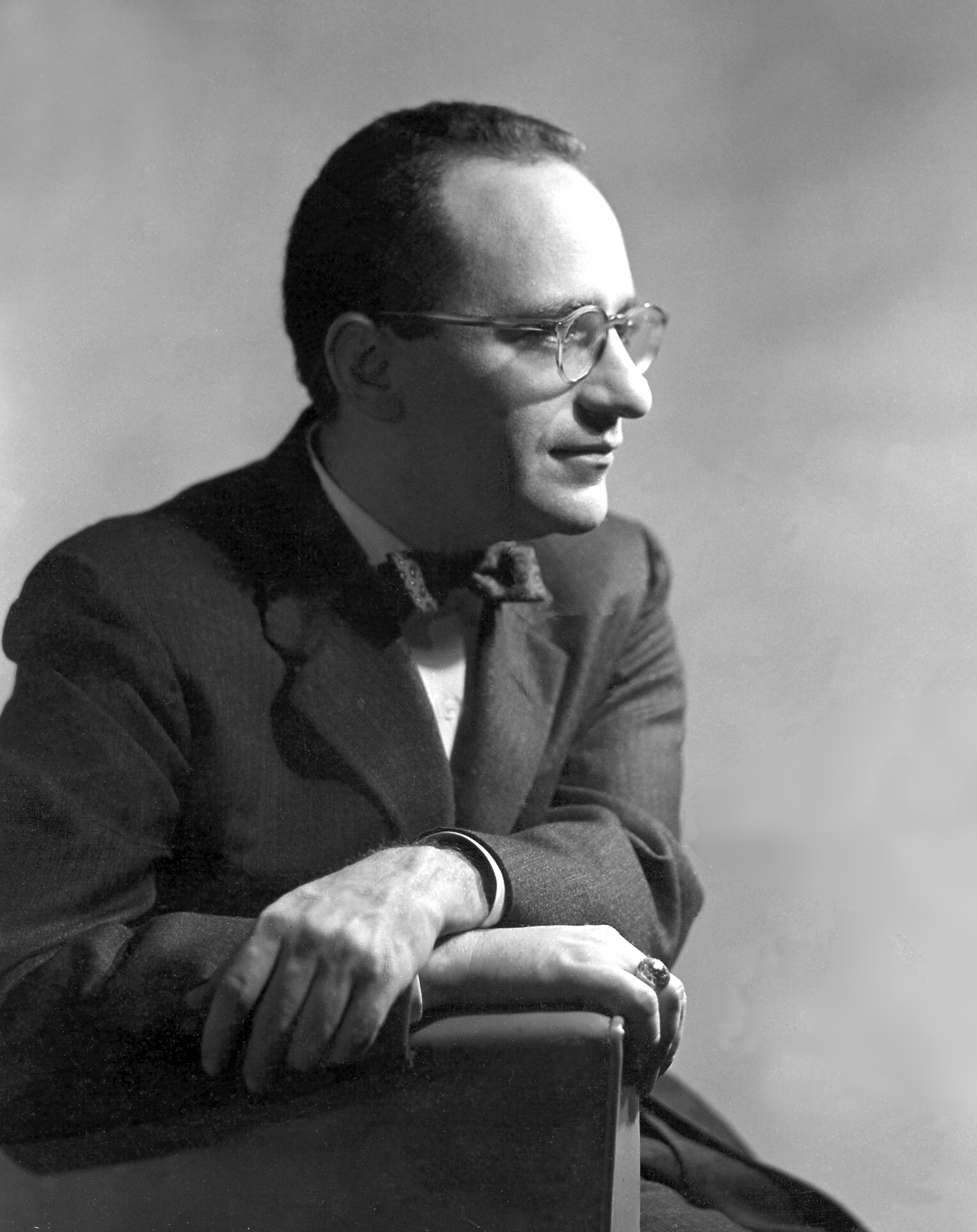
Murray Rothbard (1926-1995) déclare que le capitalisme est l'expression la plus complète de l'anarchisme et l'anarchisme est l'expression la plus complète du capitalisme.

Voici quelques idées provenant de deux figures emblématiques de l'anarcho-capitalisme : David Friedman (dans Vers une société sans État) et Murray Rothbard (dans L'Éthique de la liberté) :
Friedman et Rothbard défendent le droit individuel à entreprendre des actions considérées illicites ou immorales, telles que la libre possession, utilisation, production et vente de drogues, l'organisation de jeux d'argent, la production et consommation de pornographie, ainsi que la production, l'équipement et la vente d'armes à feu.
Sur le plan politique, les deux soutiennent la privatisation totale des services actuellement assumés par les États, tels que la gestion des routes, l'enseignement, la justice, la sécurité, la défense et la monnaie. Cependant, leurs perspectives divergent sur la source des règles du droit, avec Friedman privilégiant le marché libre et Rothbard s'appuyant sur la théorie du droit naturel.
Ils partagent également des positions concernant le droit à l'avortement, au suicide, à la prostitution, au don et à la vente d'organes. Les deux s'opposent à toute forme non volontaire de distribution des richesses, qu'ils considèrent comme un « vol opéré par l'État ».
En ce qui concerne la lutte contre l'État, Rothbard adopte une approche sécessionniste, tandis que Friedman préconise une approche réformiste.
En ce qui concerne les droits des enfants, les deux pensent que les enfants ont le droit de travailler, de quitter le domicile parental et même de choisir d'autres parents, basant la majorité sur l'autonomie personnelle plutôt que sur l'âge.
Enfin, Rothbard propose une révision de tous les droits de propriété existants pour rétablir la légitime propriété selon sa définition lockéenne, notamment en ce qui concerne la propriété des terres. En revanche, Friedman élude la question de la propriété des terres en raison de son importance économique limitée aux États-Unis.

### Mise en œuvre: entre projets et fictions
De nombreux projets d'utopies anarcho-capitalistes ont été formulés. Le plus célèbre et le plus avancé est celui dit de Seasteading, développé par le Seasteading Institute, qui vise à bâtir des îles dans les eaux internationales pour les affranchir du contrôle de tout État[réf. souhaitée]. L'institut a été fondé par Patri Friedman (fils de David Friedman) et est financé notamment par Peter Thiel.
Dans la culture populaire, le jeu vidéo BioShock met en scène la découverte d'une ville sous-marine fictive construite dans l'Atlantique durant l'Après-Guerre. Le joueur découvre que cette cité nommée "Rapture", a été fondée et dirigée par Andrew Ryan, un milliardaire américain d'origine russe. Ce dernier, ayant fui la Révolution des Bolcheviks a fait fortune dans l'acier aux États-Unis, mais s'est toujours opposé à la politique du New Deal de Franklin Delano Roosevelt. Andrew Ryan fit donc construire la cité sous-marine dans les eaux internationales pour échapper à la juridiction de tous les États et élabore son modèle de société libertarien fondé sur l'individualisme et la propriété privée.
La Société de Rapture, inspirée de l'objectivisme met en valeur l'effort individuel et condamne toute forme de partage et d'interventionnisme étatique (mettant donc dans le même panier le New Deal, le collectivisme économique ou même la charité judéo-chrétienne). C'est pourquoi à Rapture, aucune structure n'est publique, cependant un orphelinat gratuit possédé par Andrew Ryan existe.
La monnaie est privatisée. Andrew Ryan possède sa propre police privée. Il existe aussi des traffics.
Tout y est privatisé, jusqu'à l'oxygène. Le réalisateur du jeu, Ken Levine, prend le parti de dénoncer les travers de la pensée libertarienne à travers Rapture, en y mettant en évidence le fossé entre une liberté individuelle totalement dépourvue de morale, et le niveau croissant d'Inégalité sociale, ce qui finit par provoquer une guerre civile au sein de la population, transformant cette utopie aquatique en cauchemar.

## Anarcho-capitalisme et anarchisme
Certains anarchistes considèrent que la position anarcho-capitaliste est incohérente et contrevient à la définition historique de l'anarchisme. Tout d'abord, la propriété privée des moyens de production donnerait selon eux aux capitalistes un pouvoir, une autorité, de même nature que ceux d’un État. La propriété privée devrait donc selon eux être rejetée au nom de nombreuses positions définissant historiquement l'anarchisme : le rejet d'une conception de la liberté s'opposant à l'égalité, le rejet de l'autorité, de l'oppression, de la hiérarchie, du droit qu'il soit jugé "naturel" ou non ainsi que du capitalisme lui même dont ils considèrent que la création est intimement liée à celle de l’État et de l'esclavage.
Les anarcho-capitalistes défendent l'égalité en droit et non l'égalité sociale. Or, cette égalité réelle ne pourrait, selon les anarchistes, être respectée dans une société qui accepte et valorise la propriété privée des moyens de production.
De plus, pour la plupart des courants anarchistes, la propriété privée ne serait pas un droit naturel, mais une construction sociale qui exige l’action d’un État pour se maintenir. L'anarchiste Bob Black estime ainsi que le libre-échange ne peut exister sans État.
Pour ces raisons, certains anarchistes refusent l’utilisation du mot « anarchisme » par les anarcho-capitalistes, pensée qu'ils déformeraient en la réduisant à l'anti-étatisme et à la défense d'une définition de la liberté biaisée selon eux, oubliant au passage les valeurs anti-autoritaires, égalitaires et solidaires de l'anarchisme traditionnel. Certains comme Noam Chomsky vont même jusqu'à dire que l'anarcho-capitalisme tend plus vers l'anomie que vers l'anarchie. Enfin, l'implication d'anarcho-capitalistes au sein du Parti libertarien, qui se présente aux élections présidentielles aux États-Unis[Quand ?], contredit une tradition anarchiste opposée à la participation réformiste dans le débat politique institutionnalisé, lui préférant l'abstentionnisme. Pour l'agoriste Samuel Edward Konkin III, la participation d'anarcho-capitalistes à un parti politique est en contradiction avec l'anarchisme. Ceci ne s'applique en revanche pas aux anarcho-capitalistes qui ne se reconnaissent pas dans le Parti libertarien, tel David Friedman, et aux agoristes, qui rejettent les moyens étatiques pour parvenir à l'anarchie.
Pour les anarcho-capitalistes, seule l'égalité des droits est possible et souhaitable, l'égalité des biens ne pouvant être réalisée que par des mesures qui s'opposent nécessairement à la liberté : par conséquent seule la hiérarchie de droit peut et doit être abolie, les hiérarchies de nature différente (hiérarchie sociale, culturelle, etc.) n'étant, selon leur théorie, pas causées par la volonté humaine mais par la nature. Pour cette raison, ils considèrent que ce sont les anarchistes traditionnels qui sont incohérents et ne méritent pas le nom d'anarchistes, bien que ce soit leur courant de pensée qui ait inventé et défini le mot « anarchisme ». Les anarchistes depuis Pierre Kropotkine contredisent cette théorie issue du darwinisme social qui décrit une hiérarchie naturelle entre les hommes.
Il n'existe pas en France d'organisation ou structure anarcho-capitaliste d'ampleur comparable aux organisations anarchistes (comme la Fédération anarchiste, Alternative libertaire, l'Organisation communiste libertaire, la CNT ou la CNT-AIT) ; aux États-Unis, ce mouvement politique est en revanche relayé par quelques instituts tels que le Ludwig von Mises Institute. Ce mouvement se manifeste surtout sur internet par le biais de sites personnels ou de blogs.
Enfin, alors que les anarchistes sont opposés à l'anarcho-capitalisme, certains anarcho-capitalistes affirment que, dans une société qui fonctionnerait conformément aux principes anarcho-capitalistes, les individus qui voudraient vivre selon les principes anarchistes pourraient le faire — Hans-Hermann Hoppe en montre des conséquences peu conciliantes. Ils considèrent que les anarchistes pourraient refuser d'entrer dans toute organisation qui présenterait à leurs yeux un caractère hiérarchique, et pourraient également s'associer dans des organisations qui respecteraient les principes de l'anarchisme. Pourtant les anarchistes considèrent que leur propre liberté n'est envisageable que dans le cadre d'une liberté collective et que la hiérarchie réduit fortement la liberté.

## Auteurs
L'anarcho-capitalisme a été façonné par différents penseurs à travers les époques. Des précurseurs tels que Gustave de Molinari, Charles Dunoyer et Lysander Spooner ont posé les bases, tandis que des figures contemporaines comme Murray Rothbard, David Friedman et Hans-Hermann Hoppe ont donné une forme concrète à cette philosophie. Cette liste offre un aperçu succinct des contributeurs clés qui ont façonné l'anarcho-capitalisme

### Précurseurs
- Charles Dunoyer (1786-1862)

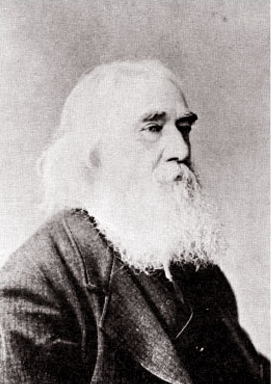
Lysander Spooner (1808-1887).

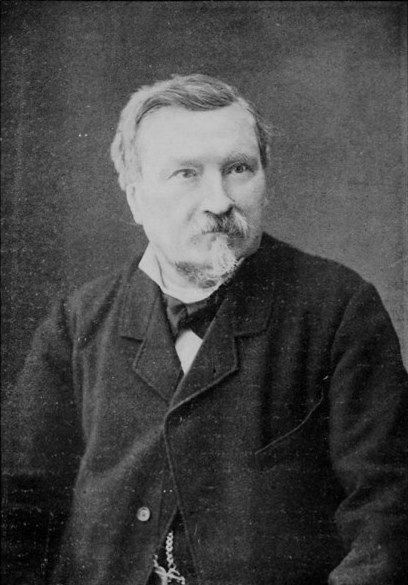
Gustave de Molinari (1819-1912).

- Lysander Spooner (1808-1887), conteste les lois et la constitution des États-Unis au nom du Droit naturel, et lutte contre l'État bandit. Il n'est pas à proprement parler anarcho-capitaliste, mais il est considéré comme l'un des pères de l'anarcho-capitalisme.
- Gustave de Molinari (1819-1912), premier théoricien de l'anarcho-capitalisme et disciple de Frédéric Bastiat.
- Herbert Spencer (1820-1903), darwiniste social voyant en l’État la préservation et l'élévation contre-nature des classes sociales inférieures.

### Auteurs contemporains
- Bruno Leoni (1913-1967)
- Murray Rothbard (1926-1995), qui a véritablement créé le mouvement dans les années 1950, et énoncé le principe de non-agression, axiome fondamental du libertarianisme. Il fut le premier à qualifier sa théorie politique d'anarcho-capitalisme.
- Robert Nozick (1938-2002), minarchiste, a publié Anarchie, État et utopie, un réquisitoire contre l'anarcho-capitalisme.
- Walter Block (1941-)
- Bertrand Lemennicier (1943-2019)
- David Friedman (1945-), économiste anarcho-capitaliste d'approche utilitariste.
- Pierre Lemieux (1947-), qui a notamment publié un Que sais-je ? sur la question : L'Anarcho-capitalisme (Paris, Presses Universitaires de France, 1988)[20].
- Hans-Hermann Hoppe (1949-)
- Michael Huemer (1969-)
- Jesús Huerta de Soto (1956-), principal économiste anarcho-capitaliste du monde hispanique qui a notamment publié Socialisme, calcul économique et fonction entrepreneuriale.
- Carlo Lottieri (1960-)

#### Articles de revues
- Gustave de Molinari, « De la production de la sécurité », Journal des économistes, Paris, Guillaumin,‎ 15 février 1849 (ISSN 1149-2368, lire en ligne)
- Jean-Guy Prévost, « La théorie anarcho-capitaliste de l'État : une critique méthodologique », Revue canadienne de science politique, Cambridge, Cambridge University Press, vol. 25, no 4,‎ décembre 1992, p. 737-756 (ISSN 0008-4239, lire en ligne)
- Jean-Philippe Feldman, « Libéralisme, anarcho-capitalisme et ingérence », Droits, Paris, Presses universitaires de France, no 56 « [Après la Libye - Avant la Syrie ?] L'ingérence. Le problème / 1 »,‎ 2012, p. 139-154 (ISBN 978-2-13-059349-2, lire en ligne)

#### Ouvrages
- Henri Arvon, Les Libertariens américains : de l'anarchisme individualiste à l'anarcho-capitalisme, Paris, Presses universitaires de France, coll. « Libre échange », 1983, 160 p. (ISBN 9782130379331, lire en ligne)
- Pierre Lemieux, Du libéralisme à l'anarcho-capitalisme, Paris, Presses universitaires de France, coll. « Libre échange », 1983, 176 p. (ISBN 978-2-13-038049-8)
- Pierre Lemieux, L'anarcho-capitalisme, Paris, Presses universitaires de France, coll. « Que sais-je ? » (no 2406), 1988, 128 p. (ISBN 978-2130417781)
- David Friedman (trad. de l'anglais par Françoise Liégeois), Vers une société sans État [« The Machinery of Freedom »], Paris, Les Belles Lettres, coll. « Laissez faire », 1992, 397 p. (ISBN 978-2251410050)
- Michael Huemer, The Problem of Political Authority: An Examination of the Right to Coerce and the Duty to Obey, Palgrave Macmillan  (ISBN 978-1137281654)
- Murray Rothbard (trad. de l'anglais par François Guillaumat et Pierre Lemieux, préf. Jérémie Rostan), L'Éthique de la liberté [« The Ethics of Liberty »], Paris, Les Belles Lettres, coll. « Bibliothèque classique de la liberté » (no 19), 2011, 448 p. (ISBN 9782251390536)